# Primrose (Schiff)
Die Primrose war eine Fähre der italienischen Blu Navy, die 1975 als Prinsesse Marie-Christine für die belgische Reederei Cobelfret in Dienst gestellt wurde. Sie blieb bis zum Frühjahr 2011 in Fahrt und wurde anschließend in Indien abgewrackt.

## Geschichte
Die Prinsesse Marie-Christine wurde am 18. November 1974 bei Cockerill-Sambre in Antwerpen auf Kiel gelegt und am 8. September 1975 vom Stapel gelassen. Am 30. Dezember 1975 fand die Ablieferung an Cobelfret statt. Noch am selben Tag wurde die Prinsesse Marie-Christine auf der Strecke von Ostende nach Dover in Dienst gestellt.
Am 27. Oktober 1976 brach im Maschinenraum des Schiffes ein Brand aus, der kurz nach dem Ablegen aus Dover bemerkt wurde. Die Prinsesse Marie-Christine musste mit Hilfe von Schleppern in den Hafen zurückgeschleppt werden, wo alle Passagiere von Bord gehen konnten. Der Brand konnte mit bordeigenen Mitteln und durch in den Maschinenraum gepumptes Wasser gelöscht werden.
Am 26. August 1985 traf das Schiff in Temse ein, wo es modernisiert und umgebaut wurde. Die Tonnage erhöhte sich dadurch von 5.635 auf 12.046 BRT. Am 2. Januar 1986 wurde die Prinsesse Marie-Christine wieder in Dienst gestellt.
Im Oktober ging das Schiff an die britische Reederei Townsend Thoresen und erhielt die charakteristische orangefarbene Rumpfbemalung der Gesellschaft. Am Namen oder der Dienststrecke änderte sich dadurch jedoch nichts. Nach der Auflösung der Reederei ging die Prinsesse Marie-Christine 1987 an den Nachfolger P&O European Ferries.
1991 ging das Schiff an die Oostende Lines, die es anfangs auf seiner alten Strecke und ab Januar 1993 von Ramsgate nach Dünkirchen einsetzten. Im Januar 1992 wurde die Prinsesse Marie-Christine von der Sally Line gechartert, die sie bis zur Insolvenz der Oostende Lines im Februar 1997 betrieb.
Nach über einem Jahr Aufliegezeit in Dünkirchen ging das Schiff im Juli 1998 an die belgische Reederei Transeuropa Ferries, die es ab April 1999 unter dem neuen Namen Primrose von Ostende nach Ramsgate einsetzte. Im Juni 2009 charterte die marokkanische Fährgesellschaft Comarit die Primrose für den Dienst von Almería nach Al Hoceïma, ehe sie im September 2009 wieder zu Transeuropa Ferries zurückkehrte.
Im April 2010 wurde die italienische Reederei Blu Navy neuer Eigner des in Zypern registrierten Schiffes. Im Juni 2010 wurde es auf der Strecke von Piombino nach Portoferraio in Dienst gestellt, auf der es bis zu seiner Außerdienststellung im März 2011 blieb.
Am 7. März 2011 wurde die Primrose zum Abwracken nach Indien verkauft und für die Überführungsfahrt in Elegant 1 umbenannt. Am 4. Mai 2011 traf das Schiff in Alang ein, wo es am 15. Mai zum Abbruch auf den Strand gezogen wurde.